# Mælifell (kulle i Island, Suðurland, lat 63,80, long -18,94)
Mælifell är ett berg i republiken Island. Det ligger i regionen Suðurland, 150 km öster om huvudstaden Reykjavík. Toppen på Mælifell är 791 meter över havet, eller 200 meter över den omgivande terrängen. Bredden vid basen är 0,95 km.
Trakten runt Mælifell är nära nog obefolkad, med mindre än två invånare per kvadratkilometer. Det finns inga samhällen i närheten.